# Босутув
Босутув (пол. Bosutów) — село в Польщі, у гміні Зельонки Краківського повіту Малопольського воєводства.
Населення — 804 особи (2011).
У 1975-1998 роках село належало до Краківського воєводства.

## Демографія
Демографічна структура станом на 31 березня 2011 року:
|          | Загалом | Допрацездатний вік | Працездатний вік | Постпрацездатний вік |
| -------- | ------- | ------------------ | ---------------- | -------------------- |
| Чоловіки | 394     | 87                 | 273              | 34                   |
| Жінки    | 410     | 84                 | 247              | 79                   |
| Разом    | 804     | 171                | 520              | 113                  |